# Enrique Ballacey
Enrique Ballacey Cottereau fue un destacado docente chileno. Ejerció de profesor, académico y rector del Liceo de Hombres de Angol, institución que actualmente lleva su nombre.

## Biografía
Nació en Nitry Yonne, el 30 de marzo de 1831.
Realizó sus primeros estudios en su ciudad natal y los superiores en la escuela de Altos Estudios de París, donde obtuvo su título de Licenciado en Letras. Durante 8 años ejerció su profesión de Maestro en el liceo Pont Levoy, el que dejó en 1860 para aceptar una invitación del gobierno de Chile, quien lo contrató como profesor de Griego y Latín.
Enrique Ballacey Cotterau fue un profesor que dedicó su vida entera al estudio y a la enseñanza y escribió numerosos textos de estudio, ensayos y novelas. Dirigió durante 20 años un colegio particular de su propiedad en el que se educaron muchos hombres que después ocuparon altos cargos en la República como Juan Luis Sanfuentes quien fuera Presidente de Chile. Casado con Rosario Sidonie Lordereau Robert, tuvieron 9 hijos.
Cuando el presidente José Manuel Balmaceda buscó una persona con las mejores condiciones para fundar y dirigir al Liceo de Hombres de Angol (actualmente Liceo Enrique Ballacey Cottereau), de gran importancia por ser capital de la Frontera recién conquistada a los Araucanos, Don Enrique no vaciló en dejar la comodidad de la capital y venir a estas tierras promisorias, pero extrañas y aún hostiles en 1887. 
También enseñó Latín, Inglés y Francés en el Instituto Nacional.
Junto a otros grandes intelectuales como Ignacio Domeyko, Pedro José Amado Pissis, Raymond Monvoisin, contribuyó en su experiencia y conocimiento el advenimiento de la reforma de la enseñanza establecida por Balmaceda y que cambió totalmente el panorama de la Enseñanza Secundaria.